# Crypsotidia postfusca
Crypsotidia postfusca là một loài bướm đêm trong họ Erebidae.